# Gaia-Encélado
Se conoce como Gaia-Encélado — o también «salchicha de Gaia», por la forma alargada de las órbitas de sus estrellas — a los restos de una galaxia enana que se fusionó con la Vía Láctea hace aproximadamente entre 8–11 mil millones de años. Al menos ocho cúmulos globulares se agregaron a la Vía Láctea junto con 50 mil millones de masas solares de estrellas, gas y materia oscura. Representaría la última gran fusión de la Vía Láctea, y es considerada uno de los eventos más significativos en la historia temprana de esta.
La identificación de los restos de la antigua galaxia fue posible gracias a la precisión de los datos proporcionados por la misión Gaia, que permitió caracterizar la cinemática tridimensional de millones de estrellas.

## Etimología
Fue bautizada como Gaia-Encélado ya que fue identificada gracias a los datos del telescopio de la Agencia Espacial Europea de la misión Gaia; y por el gigante mitológico Encélado, que fue enterrado bajo el monte Etna provocando terremotos. De igual manera, esta antigua galaxia quedó enterrada en la Vía Láctea y provocó el abultamiento de su disco galáctico.
También se le dio el nombre coloquial de «salchicha de Gaia» debido a la forma característica alargada de la órbitas de la población estelar que se ha fusionado con la Vía Láctea.

## Fusión con la Vía Láctea

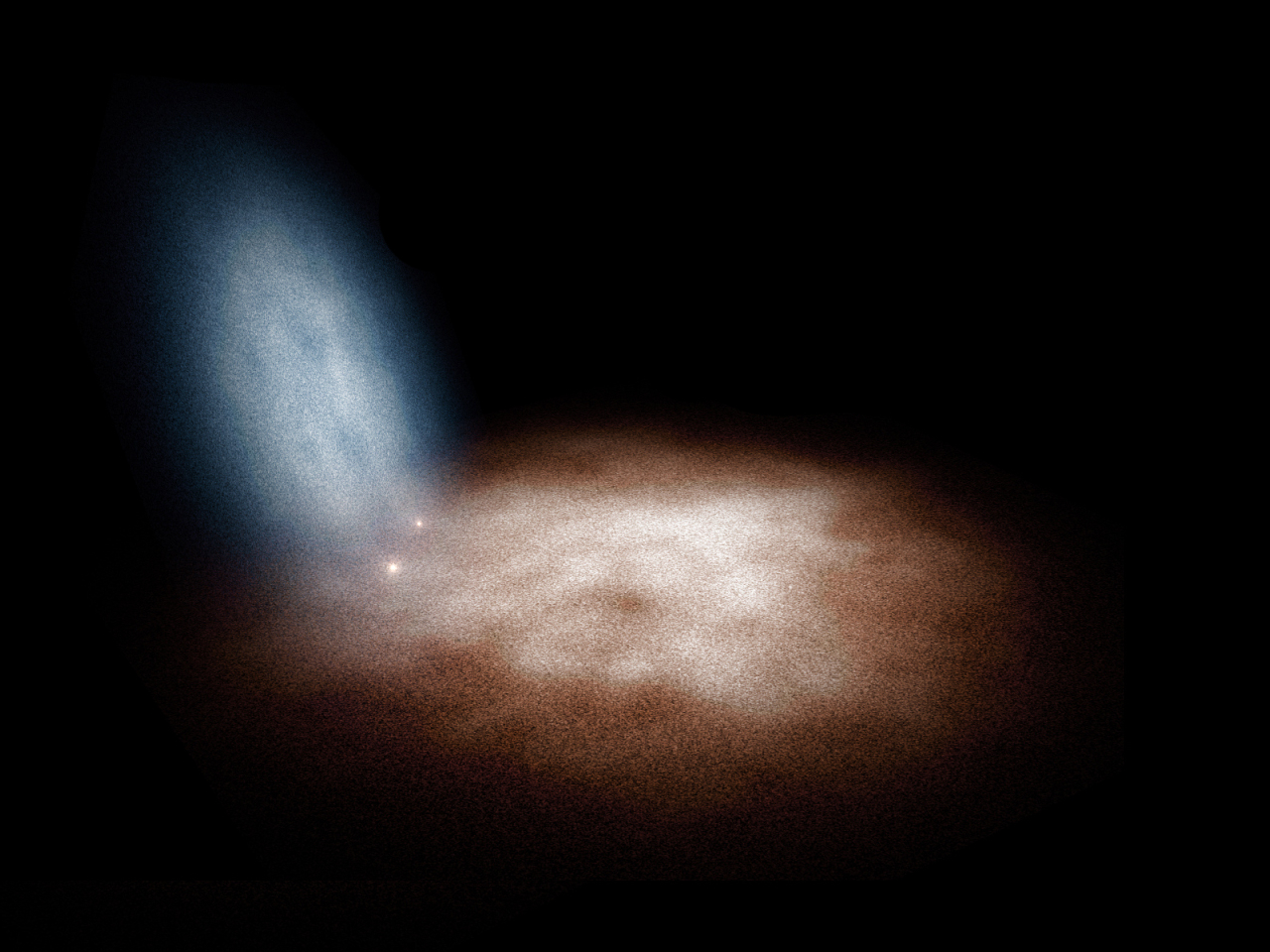
Representación de un encuentro entre Gaia-Encelado y el progenitor de la Vía Láctea, dando origen a nuestra galaxia.

En 2018, a partir de la segunda publicación (Gaia DR2) de datos astrométricos y espectroscópicos de la misión Gaia, varios equipos de investigación identificaron un conjunto de estrellas en el halo galáctico interno con propiedades orbitales y químicas inusuales: altamente radiales, baja metalicidad y una distribución espacial asimétrica que no coincidía con la de las poblaciones estelares del disco galáctico ni del halo típico.
En un gráfico del espacio de velocidades, en particular un gráfico de radial ({\displaystyle {\boldsymbol {v}}_{r}}) frente a la velocidad azimutal ({\displaystyle {\boldsymbol {v}}_{\theta }}) de las estrellas, utilizando datos de la misión Gaia. Los puntos más externos de sus órbitas están alrededor de 20 Kiloparsecs del centro galáctico en lo que se denomina la «ruptura del halo». Estas estrellas habían sido previamente detectadas en datos del satélite Hipparcos y se identificaron como evidencia de una antigua fusión galáctica entre la Vía Láctea y una galaxia enana, que habría ocurrido hace entre 8.000 y 11.000 millones de años.

## Componentes

### Cúmulos globulares
Los cúmulos globulares firmemente identificados como miembros de esta antigua galaxia son Messier 2, Messier 56, Messier 75, Messier 79, NGC 1851, NGC 2298 y NGC 5286.

### La naturaleza de NGC 2808

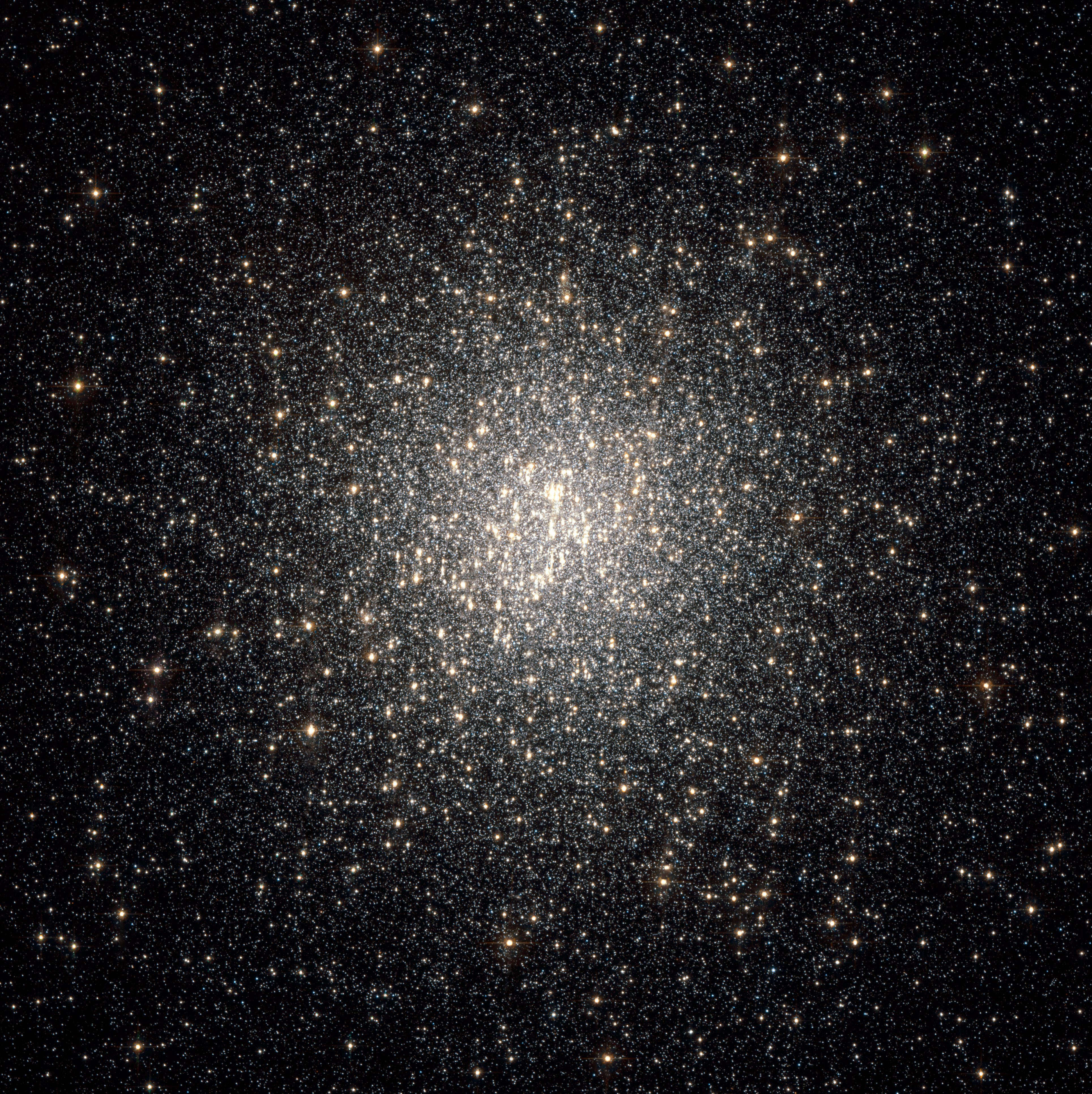
NGC 2808, fue el posible antiguo núcleo de Gaia-Encélado

NGC 2808 es otro cúmulo de forma globular de Gaia-Encélado. Está compuesto por tres generaciones de estrellas, todas ellas nacidas dentro de los 200 millones de años siguientes a la formación del cúmulo.
Una teoría para explicar estas tres generaciones de estrellas es que NGC 2808 es el antiguo núcleo de la galaxia, hecho que también podría explicar su población estelar de más de un millón de estrellas, lo cual es inusualmente grande para un cúmulo globular.

### Estrellas
Las estrellas de esta enana orbitan el núcleo de la Vía Láctea con excentricidades extremas del orden de aproximadamente 0,9. Su metalicidad también suele ser mayor que la de otras estrellas de halo, y la mayoría tiene [Fe/H] > − 1,7. dex, es decir, al menos el 2% del valor solar.
Un estudio basado en datos de APOGEE-2 comparó su composición química con la de las galaxias satélite enanas de la Vía Láctea. Los resultados muestran que Gaia-Encelado experimentó una rápida formación estelar y un enriquecimiento temprano en elementos alfa antes de ser acrecentada, a diferencia de los satélites actuales que evolucionaron más gradualmente. Su rápida extinción tras la fusión congeló su evolución química, distinguiéndola así de otras galaxias enanas.
Gaia-Encélado reconstruyó la Vía Láctea inflando su disco delgado hasta convertirlo en un disco grueso, mientras que el gas que trajo a ella desencadenó una nueva ronda de formación estelar y reabasteció el disco. Los restos de la galaxia enana proporcionan la mayor parte de la fracción rica en metales del halo galáctico.